# Benjamin Gallego
Benjamin Gallego, né le 24 novembre 1988 à Montpellier, est un handballeur professionnel français. Il mesure 1,84 m et joue au poste de pivot.

## Biographie
Natif de Clermont-l'Hérault, Benjamin Gallego joua pour le club de sa ville avec son ami d'enfance, Julien Rebichon. Alors que Rebichon s'envole pour le centre de formation de Nîmes, Gallego arrêta le handball en 2006 à la fin de sa dernière année de -18 en avec la Nationale 3. Il part sur Montpellier pour poursuivre ses études. Finalement en 2010, il est appelé par la réserve nîmoise avant de signer son premier contrat professionnel. Après 15 saisons passées avec le club sudiste, il met un terme à sa carrière à l'issue de la saison 2023/2024. 